# Aqueduc de l'Eifel
L'aqueduc de l'Eifel était un des plus longs aqueducs de l'Empire romain. Il montre l'avancement des capacités des architectes romains, dont les techniques sont tombées dans l'oubli au Moyen Âge.
L'aqueduc, construit en 80 apr. J.-C., acheminait l'eau sur 95 km depuis le massif de l'Eifel (Allemagne) jusqu'à l'antique cité de Colonia Claudia Ara Agrippinensium (aujourd'hui Cologne). Si l'on inclut toutes les ramifications, sa longueur atteindrait 130 km. La construction est presque entièrement souterraine, et l'écoulement de l'eau était obtenu par la seule force de gravité. Quelques ponts, y compris un mesurant 1 400 m de longueur, furent nécessaires pour franchir les vallées. L'aqueduc d'Eifel a la particularité d'avoir peu de portions aériennes afin d'éviter le vandalisme et le gel.

## Histoire

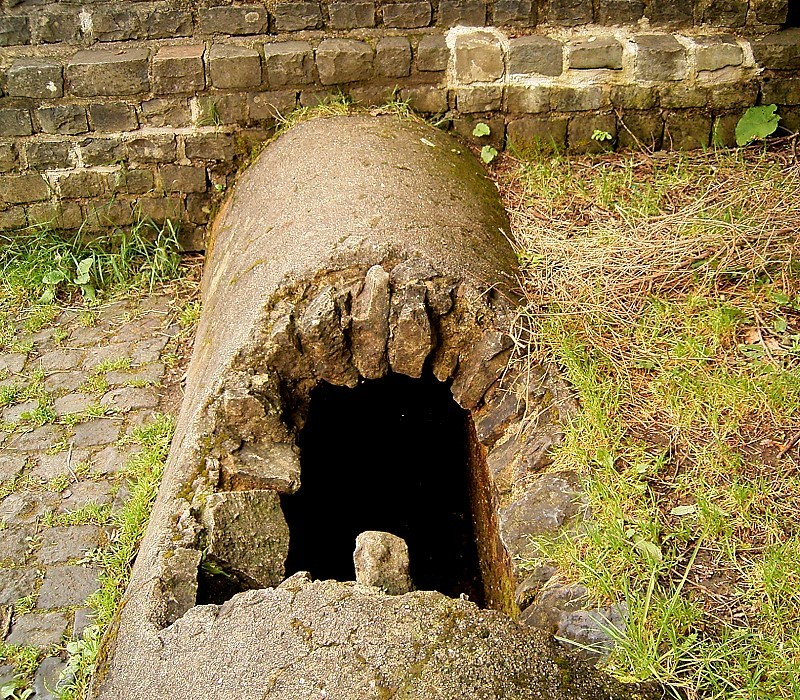
Aqueduc de l'Eifel.

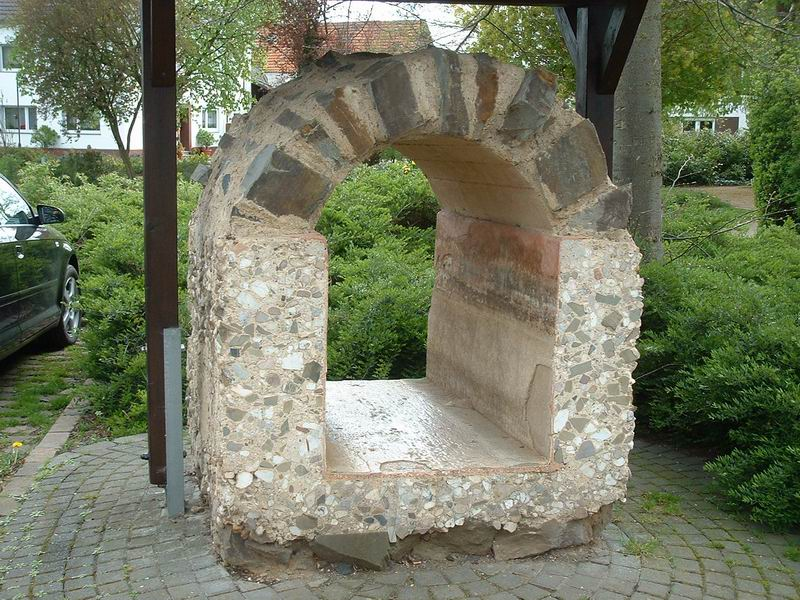
Vestige de l'aqueduc de l'Eifel.

Avant la construction de l'aqueduc de l'Eifel, Cologne était alimentée en eau par l'aqueduc de Vorgebirge, qui acheminait de l'eau de la région de Ville à l'ouest de Cologne. Mais avec la croissance de la ville, cette source d'approvisionnement devint insuffisante. La construction d'un nouvel aqueduc est alors décidée. La tête de l’aqueduc se trouvait à Nettersheim, au Grüner Pütz. On utilise du béton pour le canal, et de la pierre taillée pour l'arche de couvrement. Son débit était approximativement de 20 000 m3 par jour, eau qui alimentait fontaines et bains privés et publics. Il fonctionna jusqu'au pillage de Cologne en 260, puis ne fut jamais remis en fonctionnement ensuite, seul l'aqueduc de Vorgebirge alimentant Cologne par la suite.